# Farouk Kaddoumi
Farouk Kaddoumi (Arabisch: فاروق القدومي, Faruq al-Qaddumi) (Jinsafut, provincie Qalqilya, Westelijke Jordaanoever, 18 augustus 1931 – Amman, 22 augustus 2024) was de opvolger van Yasser Arafat als voorzitter van de Fatah. Hij was het zeer oneens met zijn Oslo-koers.

## Jeugd en werk
Kaddoumi werd geboren in het dorp Jinsafoet, ongeveer halverwege de lijn Qalqilya-Nablus. Het ligt in C-gebied achter de Israëlische Westoeverbarrière in een gebied met vele door Israëliërs illegaal (I.R.) op de Westbank gestichte nederzettingen.
Kaddoumi en zijn familie en tienduizenden andere Palestijnse inwoners werden - daags voor het begin van de Arabisch-Israëlische Oorlog van 1948 - door de Hagana uit Jaffa verdreven naar Nablus op de Westelijke Jordaanoever. In de vroege jaren vijftig werkte hij in Saoedi-Arabië in de Arabian American Oil Company. In 1954 emigreerde hij naar Egypte en werd lid van de Ba'ath-Partij.

## Fatah
In 1960 werd hij lid van de Fatah in de Verenigde Arabische Emiraten. In 1965-1966 werkte hij als afgevaardigde van de minister van gezondheid in Koeweit, maar in 1966 werd hij betrokken bij anarchistische acties en connecties met de PLO. In 1969 werd hij een sleutelfiguur van de PLO en na 1973 had hij een eigen politieke afdeling in de Syrische hoofdstad Damascus. In 1976 hadden hij en Arafat nauwe banden met Meir Vilner en Toufiq Toubi, twee hoofdleden van de Rakah, een extreemlinkse partij in Israël. Deze ontmoeting was de oorzaak van hun nauwe band.

## Breuk met Arafat
Kaddoumi was ook betrokken bij de activiteiten van Said al-Muragha (Abu Musa-groep). Dit leidde tot een breuk met Arafat die Kaddoumi verdacht van collaboratie, omdat de Abu Musa-groep een heel ander soort Palestijnse beweging is en dus een rivaal. Kaddoumi leefde sindsdien in Tunesië, waar sinds de vroege jaren 80 de basis van de Fatah ligt. Dit vanwege de inval van Israël in Libanon. Na de Oslo-akkoorden reageerde Kaddoumi heftig dat hij het niet eens was met het besluit van Arafat en hij beschuldigde Arafat van collaboratie met de vijand. Kaddoumi heeft altijd gezegd dat de Oslo-akkoorden tussen Arafat en Israël niet voor hem gelden en dat de strijd tussen Fatah en Israël nog steeds blijft voortbestaan in zijn ogen. Hij weigert daarom ook in het gebied van de Palestijnse Autoriteit te wonen.

## Machtsstrijd binnen de PLO
Na de dood van Arafat slaagde Kaddoumi erin om het voorzitterschap van Fatah te winnen. Sindsdien heeft hij vele conflicten gevoerd binnen de PLO met onder anderen de toenmalige Hamas-voorzitter, die in 2004 werd doodgeschoten. Kaddoumi vindt niet dat Hamas gezien zijn standpunt over de toekomstige republiek Palestina recht heeft op een regeringschap. Laatst werd Kaddoumi binnen de Palestijnse Autoriteit nog betrapt toen hij bezig was een bewapende militie op te zetten. Kaddoumi zou van plan zijn Fatah opdracht te geven iedere sympathisant voor de Hamas uit de Gaza-strook te verdrijven. Dit wordt echter door de Centrale Commissie van de Fatah onrechtmatig verklaard. Verder is Kaddoumi erop gebrand de afdeling buitenlandse verantwoording te krijgen binnen de PLO, maar er wordt verwacht dat de voorzitter van Hamas deze betrekking zal krijgen. Hamas heeft ervoor gezorgd dat buitenlandse samenwerking over gaat naar Nabil Shaath wat Kaddoumi niet op prijs stelde.

## Radicalere koers
Terwijl Hamas sinds 2006 een veel sterkere aanhang heeft, is de Fatah onder leiding van Kaddoumi een stuk radicaler geworden in militante acties jegens de partij. Kaddoumi heeft meerdere malen een bezoek afgelegd aan president Bashar al-Assad in Damascus, Syrië, waar hij voor de pers de Palestijnse beweging vertegenwoordigt.